# Zone blanche (série télévisée)
Pour les zones sans réseau, voir Zone blanche.
Zone blanche est une série télévisée franco-belge en seize épisodes de 52 minutes, créée par Mathieu Missoffe et diffusée entre le 10 avril 2017 et le 25 février 2019 sur la chaîne France 2.
En Belgique, elle est diffusée depuis mars 2017 sur la RTBF. Elle est également distribuée dans le reste du monde par Netflix depuis[Quand ?].

## Synopsis
Villefranche, nichée au cœur de la forêt, semble isolée du monde. Ce village reculé, au beau milieu d'une zone blanche (aucune onde n'y passe), affronte un climat rude dominé par la nature sauvage et les croassements incessants des corbeaux.
En plus d'avoir un taux d'homicide six fois plus élevé que la moyenne et d'être donc mouvementé par de fréquents meurtres, cet endroit particulier est aussi le théâtre de rivalités, notamment envers la famille du maire, dont la fille a disparu depuis 6 mois, et semble abriter une créature au fond de la forêt.
Laurène Weiss, major de l'équipe réduite de gendarmes (seulement trois), doit résoudre les multiples enquêtes, mais aussi maîtriser les habitants pour maintenir l'ordre et calmer les tensions avec le maire et le nouveau procureur arrivant en ville, tout en tentant de percer les mystères de la forêt.

## Distribution

### Personnages principaux
- Suliane Brahim : Laurène Weiss, chef des gendarmes. Elle a été enlevée 20 ans plus tôt et a perdu deux doigts à la main gauche durant cette disparition. Elle a une fille adolescente nommée Cora. Elle a une relation amoureuse tumultueuse avec le maire Bertrand Steiner.
- Hubert Delattre : Martial Ferrandis dit « Nounours », gendarme au physique imposant, bras-droit de Laurène Weiss.
- Laurent Capelluto : Franck Siriani, le procureur souvent sarcastique. Sa maladresse apparente cache une grande efficacité.
- Samuel Jouy : Bertrand Steiner, maire de Villefranche. Marié à Léa, il a une relation amoureuse tumultueuse avec la chef des gendarmes Laurène Weiss.
- Renaud Rutten : Louis Hermann, gendarme amateur de chasse et de pêche.
- Tiphaine Daviot : Camille Laugier, jeune gendarme.
- Anne Suarez : Léa Steiner, femme du maire.
- Naidra Ayadi : Leila Barami, médecin et médecin-légiste. Elle aime faire la fête.
- Camille Aguilar : Cora Weiss, fille adolescente de Laurène Weiss au tempérament rebelle. Elle pratique le tir à l'arc.
- Brigitte Sy : Sabine Hennequin, gérante du bar l'Eldorado. Membre importante de la communauté, elle est conseillère municipale dans l'opposition.
- Dan Herzberg : Gaspard Bellan, homme de main des Steiner.
- Cyrielle Debreuil[2] : Anna Delambre, serveuse au bar l'Eldorado.
- Thomas Doret : Rudy Guérin, adolescent ami de Cora Weiss.
- Marina Hands : Delphine Garnier, spécialiste de l'environnement. (saison 2).

### Personnages récurrents
- Olivier Bonjour : Gérald Steiner, père de Bertrand Steiner. « Parrain » local, il contrôle les affaires de Villefranche et peut recourir à la violence.
- Théo Costa-Marini : Roman Barthélémy libraire et activiste écologiste au sein d'une organisation secrète qui s'oppose aux Steiner.
- Samir Boitard : Paul Méric, pompier.
- Sarah-Megan Allouch : Marion Steiner, fille disparue de Bertrand et Léa Steiner, meilleure amie de Cora Weiss.
- Jean-Michel Balthazar : Maître Caubère, avocat.

### Personnages secondaires
- Pascal Elso : Pierre Winkler
- Stefano Cassetti : Rico Bellestera
- Jean-François Cayrey : Marc Lercier
- Jean-Benoît Ugeux : Georges Vachon
- Fabrizio Rongione : Simon Lefranc
- Gilles Vandeweerd : Flavius

## Production

### Développement
En mai 2017, le producteur de la série, Vincent Mouluquet, déclare qu'une deuxième saison est en cours d'écriture.
Le Conseil Départemental des Vosges apporte un soutien financier au tournage de la série.

### Tournage
Le tournage de la seconde saison débute le 17 avril 2018 avec des prises de vues dans les Vosges et en Belgique et la venue d'un nouveau personnage, Delphine Garnier, spécialiste de l'environnement interprété par Marina Hands.
Il est principalement tourné dans les Hautes-Vosges dans le secteur de Gérardmer. La façade de la mairie de Gérardmer est utilisée comme décor pour la mairie de Villefranche. La scierie qui apparaît dans le premier épisode de Zone blanche est la Scierie Lemaire de Moussey. Le bar est, quant à lui, situé à Ban-sur-Meurthe-Clefcy au gîte du Schmalick. La scène où un bébé est jeté dans une cascade est tournée au saut du Bouchot, à Menaurupt et à Sapois. De nombreuses prises de vue aériennes montrent la route du col de la Schlucht et notamment un endroit précis : « la Roche du Diable ». Des scènes sont également tournées à Cornimont pour une course poursuite et à Granges-Aumontzey,. Quelques scènes des épisodes concluant la première saison sont tournées à la Tête des Cuveaux à Éloyes près de Remiremont.[réf. nécessaire] En Belgique, les scènes de la carrière sont tournées à la carrière de Quenast, dans le Hainaut, le Palais de Justice à la bibliothèque Royale de Bruxelles (Albertine) et la bibliothèque à l'université de Bruxelles. Quelques scènes sont tournées à Marcinelle et Marchienne au pont le long de l'usine Thy-Marcinelle : on y voit les hauts fourneaux. La scène d'introduction de l'épisode de la saison 2 est tournée vers Viroinval à la station du Trou du Diable N990,qui n'existe plus actuellement. Le producteur, Vincent Mouluquet, explique le choix des Vosges pour le tournage : « On voulait donner à voir aux spectateurs des choses qu'ils ont peu l'habitude de voir. On avait le sentiment qu'il y avait une forme de rareté […] On a pris les Vosges dans la gueule parce qu'on a trouvé une richesse de paysages, d'atmosphères, d'ambiances, de panoramas, vraiment exceptionnelle ».

### Fiche technique
Sauf indication contraire, les informations mentionnées dans cette section peuvent être confirmées par les bases de données cinématographiques IMDb et Allociné,  présentes dans la section « Liens externes ».
- Titre original : Zone blanche
- Création : Mathieu Missoffe
- Réalisation : Thierry Poiraud et Julien Despaux
- Scénario : Antonin Martin-Hilbert, Florent Meyer et Mathieu Missoffe
- Musique : Thomas Couzinier et Frédéric Kooshmanian
- Direction artistique : Mathieu Missoffe
- Décors : Eddy Penot
- Costumes : Matthieu Camblor et Marion Moules
- Photographie : Christophe Nuyens
- Son : Alain Sironval et Grégoire Couzinier
- Montage : Nathalie Langlade, Stephane Elmadjian, Vincent Delorme, Mario Battistel
- Production : Vincent Mouluquet
- Production déléguée : Pascale Breugnot
- Production associée : Pierre-Emmanuel Fleurantin
- Production exécutive : Pascal Wyn
- Co-production : Christophe Louis
- Sociétés de production : Ego Productions - France Télévisions - Be-Films - La RTBF - La Wallonie - BNP Paribas Fortis Film Finance - SOFICA Sofitvciné 6 - Tax Shelter du gouvernement fédéral Belge - La Région Grand Est - Eurométropole de Strasbourg - CNC - Département Des Vosges
- Société de distribution : AB Productions
- Pays d'origine :  France /  Belgique
- Langue originale : français
- Format : couleur
- Genre : thriller
- Durée : 52 minutes

## Épisodes

### Première saison (2017)
1. Quand on arrive en ville
2. À quoi rêvent les loups ?
3. En abyme
4. Nous n'irons plus au bois
5. Le Bout de la route
6. Sombres héros
7. Le Secret derrière la fenêtre
8. La fin n'est que le commencement

### Deuxième saison (2019)
Les huit épisodes sont diffusés en France à partir du 11 février 2019 sur France 2.
1. Comment nous vivons maintenant, 1re partie
2. Comment nous vivons maintenant, 2e partie
3. Dans une autre vie
4. Coup de lune
5. La Jeune Fille et le Mort
6. Sanctuaire
7. Comme un chien
8. L'Ombre et les Proies

## Accueil

### Audiences
| Saison | Épisodes | Date de diffusion sur France 2 | Spectateurs sur France 2 | PDA    |
| ------ | -------- | ------------------------------ | ------------------------ | ------ |
| 1      | 1 et 2   | 10 avril 2017                  | 3,965 millions           |        |
| 1      | 3 et 4   | 17 avril 2017                  | 2,965 millions           |        |
| 1      | 5 et 6   | 24 avril 2017                  | 2,974 millions           |        |
| 1      | 7 et 8   | 1er mai 2017                   | 3,246 millions           |        |
| 2      | 1        | 11 février 2019                | 2,137 millions           | 9,3 %  |
| 2      | 2        | 11 février 2019                | 1,72 million             | 8,7 %  |
| 2      | 3        | 18 février 2019                | 1,81 million             | 7,6 %  |
| 2      | 4        | 18 février 2019                | 1,42 million             | 7,1 %  |
| 2      | 5        | 18 février 2019                |                          |        |
| 2      | 6        | 25 février 2019                | 1,57 million             | 6,8 %  |
| 2      | 7        | 25 février 2019                | 1,31 million             | 6,8 %  |
| 2      | 8        | 25 février 2019                | 1,1 million              | 11,4 % |

## Influences
Zone blanche s'inspire dans son ambiance des grandes séries du genre policier fantastique, à commencer par Twin Peaks et Jordskott, en y mêlant l'atmosphère du polar.

## Distinctions
- Festival TV de Luchon 2017 :
  - Meilleur espoir masculin pour Hubert Delattre
  - Meilleur réalisateur pour Thierry Poiraud et Julien Despaux
  - Meilleure photographie pour Christophe Nuyens
- Festival TV de Luchon 2019 : meilleure photographie pour Christophe Nuyens et Brecht Goyvaerts